# Aplomadofalke
Der Aplomadofalke (Falco femoralis) ist ein mittelgroßer Vertreter der Gattung der Falken. Die Art ist vor allem in Mittel- und Südamerika verbreitet.

## Beschreibung
Aplomadofalken erreichen ausgewachsen eine Größe von etwa 35 bis 45 cm, bei einer Flügelspannweite von 78 bis 102 cm, womit sie etwas größer als verwandte Arten wie der Merlin oder der Buntfalke sind, die ein ähnliches geographisches Verbreitungsgebiet besitzen. Weibliche Vertreter der Art sind tendenziell etwas größer als ihre männlichen Artgenossen. Das Gefieder adulter Exemplare ist am Rücken und am Kopf grau gefärbt, ein charakteristisches Band in derselben Farbe zieht sich quer über die Brust, die ansonsten im oberen Bereich weiß gefärbt ist. Weitere weiße Bänder verlaufen von den Augen zum Hinterkopf. Der Bauch der Tiere ist hingegen Zimtfarben. Die langen Schwanzfedern der Vögel sind etwas dunkler als am Rücken und gehen eher ins bräunliche über. Füße, Augenränder und Wachshaut besitzen eine auffällige gelbe Färbung, der kräftige Schnabel ist stahlgrau gefärbt.

## Verhalten

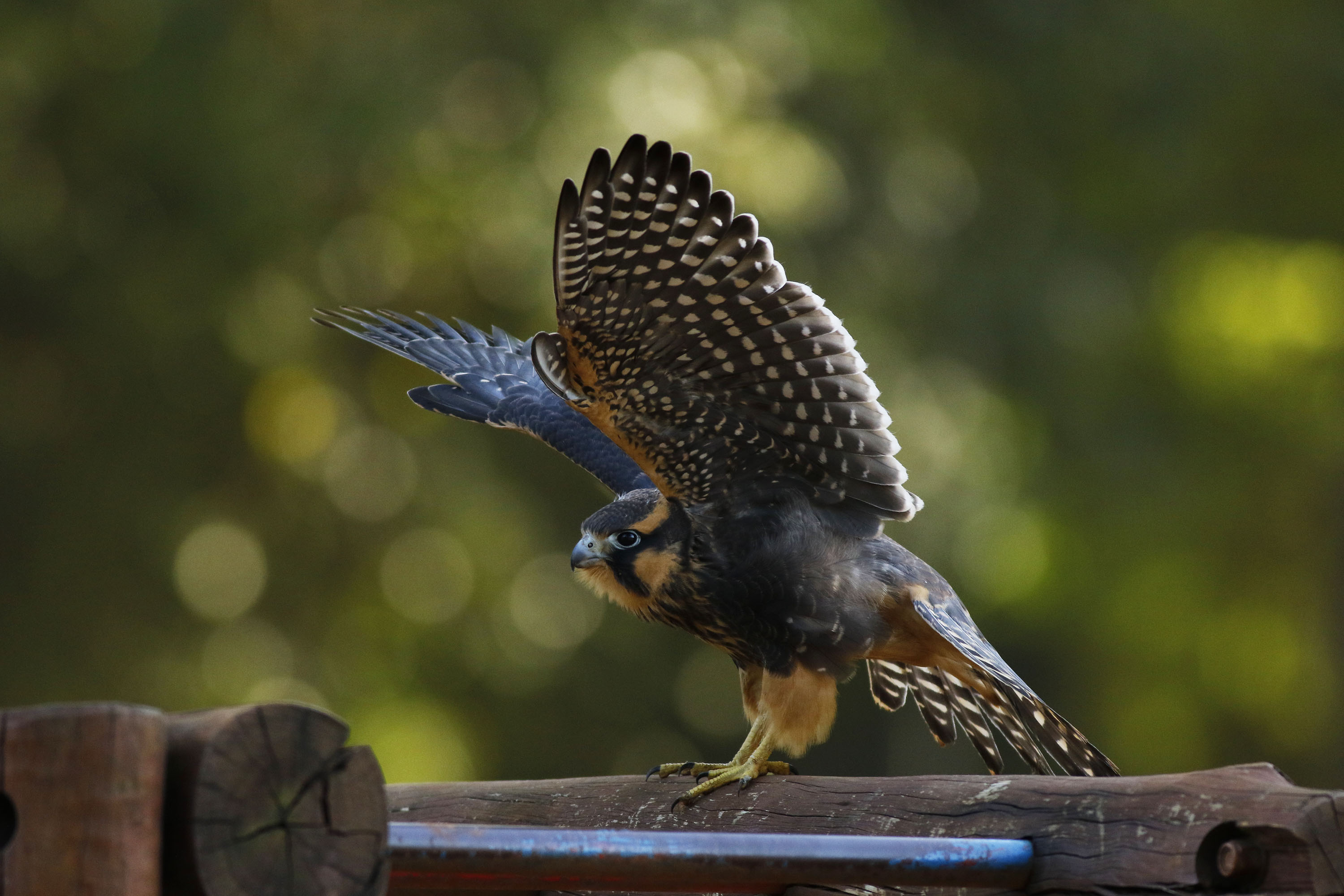
Aplomadofalke beim Start

Aplomadofalken sind Raubvögel, die vor allem kleinere Vögel und Insekten jagen. Die Jagd startet typischerweise von einem Ansitz und wird anschließend in geringer Flughöhe und mit hoher Geschwindigkeit in grader Fluglinie auf das Ziel zu fortgesetzt. Die Beute wird entweder im Flug geschlagen oder zu Boden gezwungen, wo die Verfolgung teilweise zu Fuß fortgesetzt wird, falls sich das Beutetier in dichtere Vegetation zurückzieht. Von kooperativen Jagden, bei denen sich Paare gegenseitig unterstützen, wird regelmäßig berichtet. Des Weiteren sind Aplomadofalken auch für opportunistisches Verhalten bekannt und stehlen häufig die Beute anderer Vögel. Von brasilianischen Aplomadofalken ist bekannt, dass sie teilweise Mähnenwölfen auf deren Streifzügen folgen und von den Wölfen aufgescheuchte Vögel erbeuten.
Die Tiere können ein Alter von mehr als sechs Jahren erreichen. Überdies handelt es sich im gesamten Verbreitungsgebiet um Zugvögel, die während der Migration große Strecken zurücklegen können.
Während der Brutzeit legen weibliche Aplomadofalken zwei bis drei Eier. Die Vögel errichten jedoch kein eigenes Nest, sondern übernehmen stattdessen von Raben oder anderen Raubvögeln (u. a. Rotschwanzbussard, Wüstenbussard und Weißschwanzaar) angelegte Nestbauten. Diese bestehen typischerweise aus Stöcken und anderem holzigen Pflanzenmaterial und können sich beispielsweise auf Torrey-Palmlilien, Honig-Mesquite oder auch auf Freileitungsmasten befinden.
Der Ruf des Aplomadofalken wird als laut vorgetragenes keeh-keeh-keeh gefolgt von einem einzelnen scharfen kiih beschrieben.

## Verbreitung und Gefährdung
Der Aplomadofalke bewohnt vorzugsweise Savannen und spärlich bewaldetes Grasland oder Sümpfe bis hin zu Halbwüsten mit semiaridem Klima, wobei er bis in Höhen von etwa 4600 Metern gesichtet wurde. Das Verbreitungsgebiet erstreckte sich ursprünglich über weite Teile Süd- und Mittelamerikas, heute ist die Art jedoch aus vielen Regionen verschwunden. In Mexiko kommt der Aplomadofalke beispielsweise nur noch entlang der Küste des Golfs von Mexiko über die Yucatán-Halbinsel und im nördlichen Teil der Chihuahua-Wüste vor. Zwischen 1994 und 2002 galten die Vögel hier auch offiziell als „gefährdet“, besitzen seitdem jedoch nur noch den Status eines „Subject to Special Protection“, der in Mexiko für Arten vergeben wird, die in der Zukunft potenziell gefährdet sein könnten. Seit den 1990er-Jahren gibt es außerdem wieder zunehmend Berichte über Sichtungen im amerikanischen Bundesstaat New Mexico, wo die Art etwa seit den 1930er-Jahren selten geworden war. In den Vereinigten Staaten gibt es aktive Versuche, den Aplomadofalken wieder anzusiedeln. Die IUCN stuft die Art derzeit trotz eines allgemein negativen Populationstrends als nicht gefährdet (Status least concern) ein. Potenzielle Fressfeinde des Aplomadofalken sind unter anderem Virginia-Uhus, Weißhalsraben, Kojoten und Rotluchse. Menschengemachte Bedrohungen für die Art sind vor allem Habitatverlust und der Einsatz von Pestiziden, historisch stellten auch das Sammeln von Eiern und direkte Bejagung eine Bedrohung dar.

## Systematik
Derzeit werden neben der Nominatform F. f. femoralis zwei weitere Unterarten des Aplomadofalken als gültig betrachtet, die sich hinsichtlich ihrer Körpergröße und Gefiederfärbung unterscheiden:
- F. f. femoralis Temminck, 1822[6]; Tieflandgebiete Südamerikas bis auf eine Höhe von etwa 1700 m, möglicherweise auch in Panama.
- F. f. pichinchae Todd, 1916[7]; gemäßigte Bergregionen von Kolumbien bis Nordwest-Argentinien. Größer als die Nominatform, an der Oberseite eher dunkel schiefergrau gefärbt und mit ausgeprägterer Musterung im Brustbereich.
- F. f. septentrionalis Chapman, 1925[8]; südwestliche Vereinigte Staaten bis Nicaragua. Ähnlich groß wie F. f. pichinchae, jedoch blasser an der Oberseite und weißlich bis rötlich-braun an der Unterseite.

Der Aplomadofalke ist ein Mitglied der besonders artenreichen Gattung Falco Linnaeus, 1758 innerhalb der Familie der Falkenartigen (Falconidae). Auf Grund morphologischer Ähnlichkeiten und sich teilweise überschneidender Verbreitungsgebiete, wird traditionell angenommen, dass die Art besonders eng mit dem Fledermausfalken (F. rufigularis) und dem Rotbrustfalken (F. deiroleucus) verwandt sein müsse. Moderne molekulargenetische Untersuchungen, kommen jedoch zu dem Ergebnis, dass der Aplomadofalke eher dem in Neuseeland heimischen Maorifalken (F. novaeseelandiae) nahesteht, als den beiden genannten Arten.

## Etymologie und Forschungsgeschichte
Die Erstbeschreibung des Aplomadofalke erfolgte 1822 durch Coenraad Jacob Temminck unter dem wissenschaftlichen Namen Falco femoralis. Als Verbreitungsgebiet gab er Brasilien und mögliche andere Orte in Südamerika an. In seiner Lieferung 58 aus dem Jahr 1825 nannte er zusätzlich Paraguay. 1758 führte Carl von Linné die neue Gattung Falco ein. Der Begriff Falco leitet sich von lateinisch falco, falconis, falcon, flectere ‚Falke, krümmen‘ ab. Der Artname femoralis hat seinen Ursprung in lateinisch femoralis, femur, femoris ‚Abdeckung des Oberschenkel, Oberschenkel‘. Pichinchae bezieht siach auf den Pichincha. Septentrionalis leitet sich von lateinisch septemtrionalis, septemtrio ‚nördlich, Norden‘ ab. Alfred Laubmann hatte für sein Werk Die Vögel von Paraguay zwei Bälge von der Gran-Chaco-Expedition, gesammelt durch Hans Krieg (1888–1970) in Puerto Casado im Gran Chaco zur Verfügung. Außerdem  lag ihm ein Exponat gesammelt von Emil Weiske (1867–1950) und Berthold Krüger in Concepción vor. Laubmann nannte allerdings das Synonym Falco fuscocaerulescens Vieillot, 1817 für das Land. Vieillot wiederum bezog sich auf Alconcillo del aplomado und Alconcillo del obscuro azulejo von  Félix de Azara. Fuscocaerulescens ist ein Wortgebilde aus lateinisch fuscus ‚dunkel, düster‘ und lateinisch caerulescens, caeruleus ‚bläulich, blau‘. Der Begriff aplomado stammt aus dem Spanischen und bezeichnet die bleigraue Farbe eines Teils des Gefieders des Aplomadofalken, die zur Unterscheidung von anderen Arten herangezogen werden kann.

## Falknerei

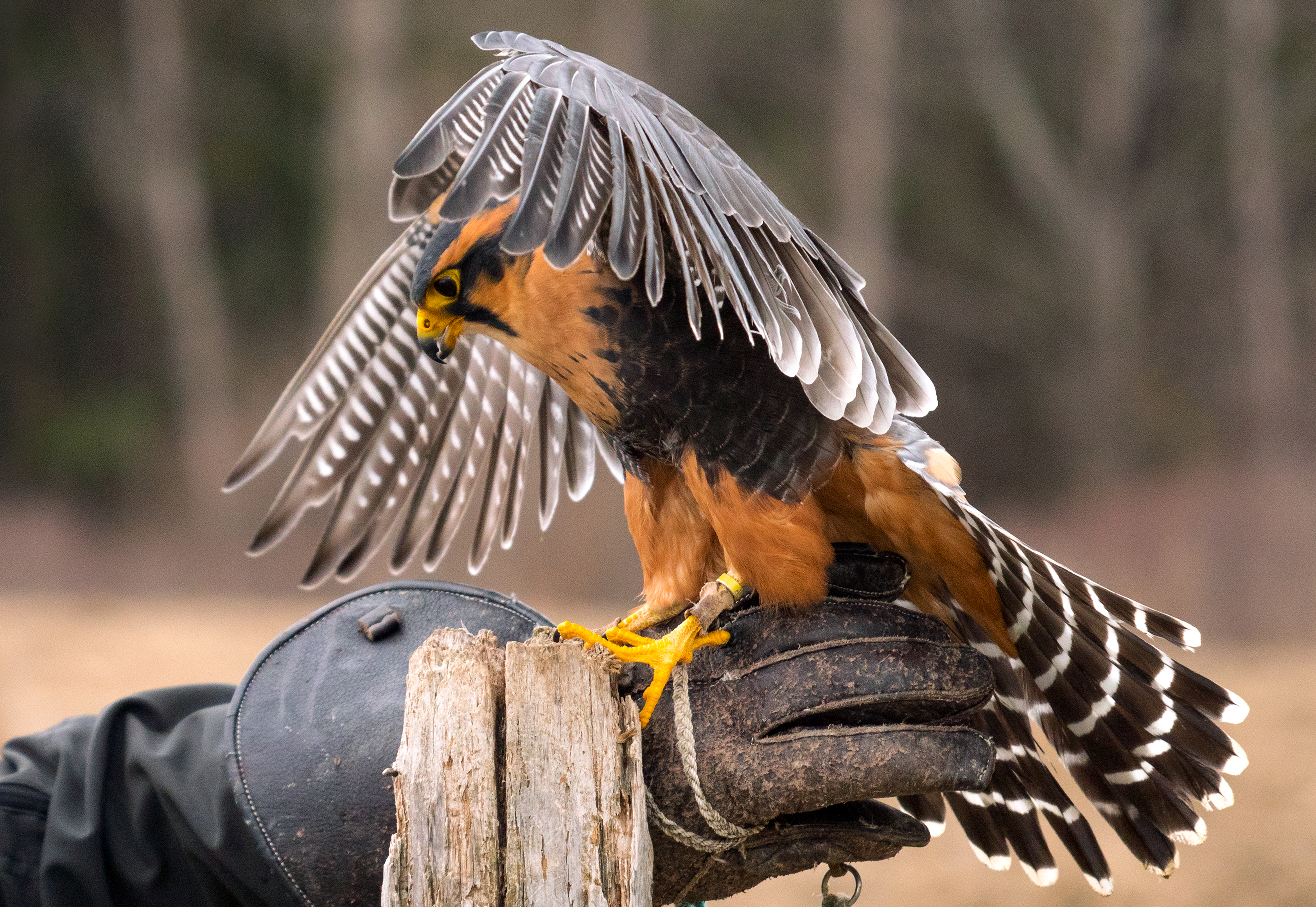
Aplomadofalke beim Training mit einem Falkner

Aplomadofalken der Unterart F. f. pichinchae sind vor allem in den Vereinigten Staaten für die Beizjagd beliebt, wo sie für die direkte Verfolgung fliegender Beutetiere eingesetzt werden. Entsprechend abgerichtete Exemplare gelten als intelligent und verfügen über ein gutes Sozialverhalten, ihr Jagdtrieb wird als ausdauernd und aggressiv beschrieben. Die Haltung von Aplomadofalken ist in den meisten Bundesstaaten jedoch nur Falknern mit entsprechend nachweisbarer Erfahrung gestattet.